# المركز الوطني للتوثيق (تونس)
المركز الوطني للتوثيق هو مؤسسة عمومية تونسية ذات صبغة إدارية تعمل تحت إشراف رئاسة الحكومة التونسية وتتمتع بالاستقلالية الإدارية والمالية. تم إنشاء المركز في سنة 1957 حيث تم احداث أول وحدة توثيقية صلب كتابة الدولة للإعلام بعدالاستقلال. 

## مهام المركز
يضطلع المركز بمهمة جمع وانتقاء واستغلال كل الوثائق التي لها صلة بكل مظاهر الحياة الوطنية والدولية وخاصة ما يتعلق منها بالإعلام بوجه عام والإعلام السياسي والاقتصادي والاجتماعي والثقافي وبعلوم الاعلام والاتصال.